# Alfred Robens
Alfred Robens, Baron Robens of Woldingham (* 18. Dezember 1910 in Manchester; † 27. Juni 1999 in Chertsey) war ein britischer Gewerkschaftsfunktionär, Politiker und Industriemanager.

## Leben
Robens war zunächst als hauptamtlicher Gewerkschaftsfunktionär der Union of Shop, Distributive and Allied Workers (USDAW), der Gewerkschaft der Kaufhaus- und Handelsbeschäftigten.
1945 begann er seine politische Laufbahn, als er erstmals als Kandidat der Labour Party zum Abgeordneten des Unterhauses gewählt wurde. 1951 gehörte er für sechs Monate der Regierung von Premierminister Clement Attlee als Minister für Arbeit und Nationale Dienstleistungen an.
1961 wurde er während der konservativen Regierung von Premierminister Harold Macmillan zum Vorstandsvorsitzenden (Chairman) der Nationalen Kohlenbehörde (National Coal Board) berufen und übte dieses Amt zehn Jahre bis 1971 aus. Während dieser Zeit kam es zum Haldenrutsch von Aberfan, der 144 Menschenleben forderte. 1961 wurde er als Life Peer mit dem Titel Baron Robens of Woldingham, of Woldingham in the County of Surrey, in den Adelsstand erhoben und gehörte dadurch dem House of Lords, dem Oberhaus, an.